# Waltonellini
Die Waltonellini sind eine Tribus der Filarien mit über 30 Arten. Die Parasiten befallen Amphibien, ihre Larvenentwicklung erfolgt im Fettgewebe von Stechmücken.

## Merkmale
Waltonellini haben zwei kleine, seitlich neben der Mundhöhle gelegenen Kutikula-Ausläufer, das Kopfende ist seitlich erweitert. Die Kopfpapillen sind groß, häufig deutlich hervorstehend und gegliedert. Die Mundhöhle ist klein. Der Ösophagus ist in einen muskulösen und einen Drüsenteil gegliedert. Die Vulva liegt nahe des Ösophagus-Drüsenteils oder hinter ihm. Seiten- und Kaudalflügel sind häufig vorhanden. Der Schwanz der Männchen hat zwei, bauchwärts-seitlich gelegene Reihen festsitzender Papillen. Die beiden Spicula sind dünn und ungleich.
Das infektiöse Larvenstadium hat keine Kopfdornen, aber einen langen, konischen Schwanz.

## Systematik
Die Tribus wird von Anderson und Bain (1976) noch als Unterfamilie Waltonellinae geführt. Bei Hodda (2022) ist diese Unterfamilie nur eine Tribus innerhalb der Oswaldofilariinae und enthält folgende vier Gattungen:
- Foleyellides Caballero, 1935
- Madochotera Bain & Brunhes, 1968
- Ochoterenella Caballero, 1944
- Paramadochotera Esslinger, 1986